# Arcobadara
Arcobadara (Arkobadara, greaca veche: Ἀρκοβάδαρα) este o cetate dacică menționată în Geographia lui Ptolemeu sau în lucrarea anonimă Tabula Peutingeriana.
În urma numeroaselor campanii de săpături de la Ilișua, identificată epigrafic cu antica Arcobadara, s-a acumulat o impresionantă cantitate de obiecte care evidențiază intensa viață economică care a pulsat aici în urma amplasării castrului auxiliar, urmată de formarea unei bogate și întinse așezări romane. Au fost dezgropate mai multe categorii de piese: fibule, monede, inscripții și monumente sculpturale, bronzuri emailate, unelte, opaițe cu ulei.
Până în prezent pe teritoriul castrului au fost descoperite 610 monede romane.
Identificarea așezării civile de lângă castrul roman de la Ilișua cu Arcobadara romană s-a bazat pe citirea corectă a inscripției altarului fragmentar descoperit în toamna anului 1989 în zona vicusului militar.

### Antice
- Anonin (secolul I-IV d.Hr.). Tabula Peutingeriana (în latină). Verificați datele pentru: |date= (ajutor)
- Ptolemeu, Claudius (cca. 140 AD). Geographia [Geografia] (în greaca veche). Verificați datele pentru: |date= (ajutor)

### Moderne
- Olteanu, Sorin. „Linguae Thraco-Daco-Moesorum - Toponyms Section”. Linguae Thraco-Daco-Moesorum (în română și parțial în engleză). Arhivat din original la 16 iulie 2011. Accesat în 31 martie 2011.